# Samuel Chapman
Sir Samuel Chapman (* 1860; † 29. April 1947) war ein britischer Politiker.

## Politischer Werdegang
Erstmals trat Murray bei den Unterhauswahlen 1906 im Wahlkreis Perth zu Wahlen auf nationaler Ebene an. Als Kandidat der Conservative Party konnte er sich jedoch nicht gegen den Liberalen Robert Wallace durchsetzen und verpasste damit den Einzug in das britische Unterhaus. Trotz Stimmgewinnen musste sich Chapman bei den folgenden Unterhauswahlen im Januar 1910 dem Liberalen Alexander Frederick Whyte geschlagen geben.
Bei den Unterhauswahlen im Dezember 1910 kandidierte Chapman dann im Wahlkreis Greenock. Am Wahltag konnte er sich jedoch gegen Godfrey Collins ebenso wenig durchsetzen wie bei den Wahlen 1918, als Chapman bereits für die 1912 gegründete Unionist Party kandidierte.
Während des Ersten Weltkriegs engagierte er sich insbesondere für den Prisoners of War Fund von Perthshire und wurde in Anerkennung seiner Verdienste am 4. März 1920 zum Knight Bachelor geschlagen.
Nachdem sein Parteikollege Charles Murray, der seit 1918 das Mandat des Wahlkreises Edinburgh South hielt, zu den Unterhauswahlen 1922 nicht mehr antrat, kandidierte Chapman in diesem Wahlkreis. Er gewann die Wahlen deutlich gegen seine Kontrahentin Catherine Alderton und zog erstmals in das House of Commons ein. Bei den folgenden Unterhauswahlen 1923, 1924, 1929, 1931 und 1935 hielt er sein Mandat. Zu den Unterhauswahlen 1945 trat Chapman nicht mehr an und er schied aus dem Parlament aus. Das Mandat für Edinburgh South hielt sein Parteikollege William Darling.